# Zamek Hambach
Zamek Hambach (niem. Hambacher Schloss) – zamek w dzielnicy Hambach miasta Neustadt an der Weinstraße w Palatynacie. Zbudowany w średniowieczu jako zamek obronny i przebudowany w czasie odrodzenia w założenie obronno-pałacowe. Zamek Hambach uważany jest za kolebkę niemieckiej, nowoczesnej demokracji.

## Historia
Pierwsze założenie powstało w XI wieku. Właścicielem była rodzina szlachecka Salier, która, dzięki położeniu zamku w pobliżu ważnego skrzyżowania dróg w okolicy Neustadt i przebiegający w pobliżu odcinek drogi św. Jakuba, kontrolowała i chroniła je. W XII w. zamek przechodzi w ramach sukcesji rodzinnej na biskupa diecezji w Spirze i do końca średniowiecza pozostaje w rękach tejże diecezji.
W 1552 zostaje zdobyty i spalony przez wojska Albrechta II Alcibiadesa. Został częściowo odbudowany i służył za siedzibę diecezjalnym leśniczym. W 1688 po zdobyciu przez Francuzów ponownie spalony i pozostał w ruinie. W czasie rewolucji francuskiej przechodzi na własność Francji, a następnie przynależy do Królestwa Bawarii.

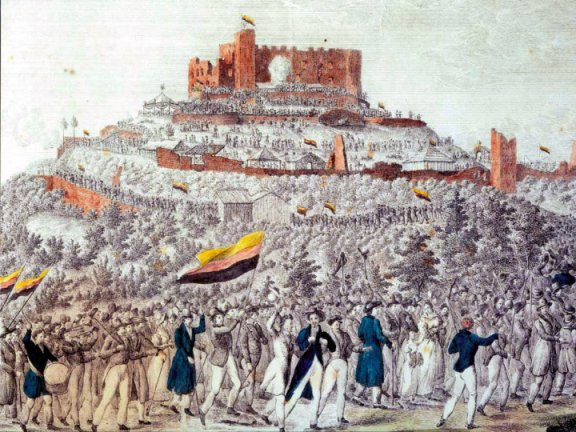
Pochód demonstrantów na zamek Hambach 1832

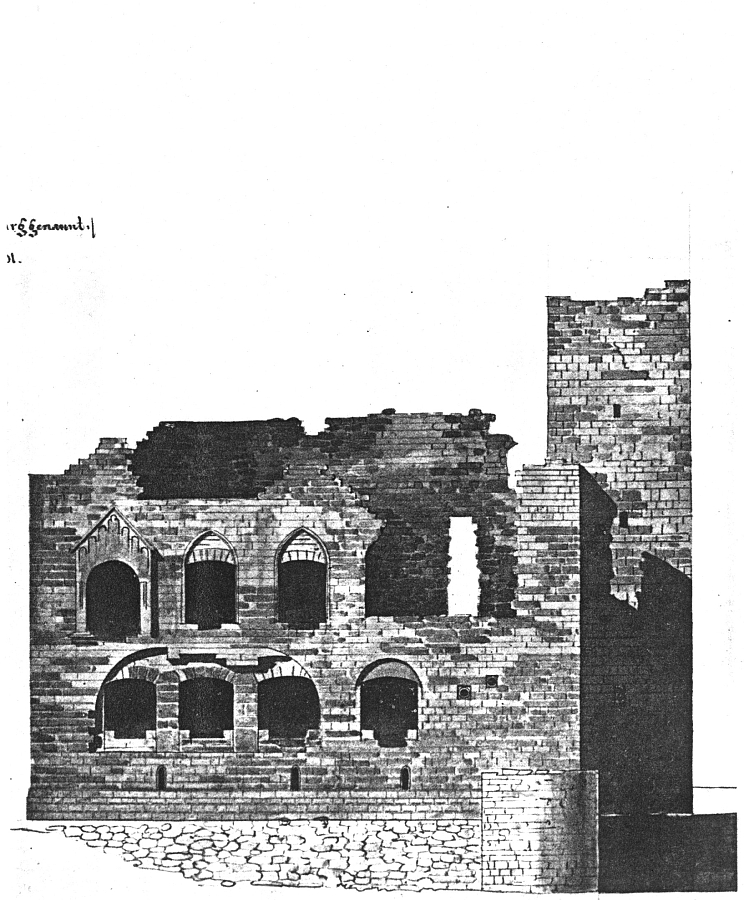
Zamek Hambach – szkic przed podjęciem renowacji, ok. 1842

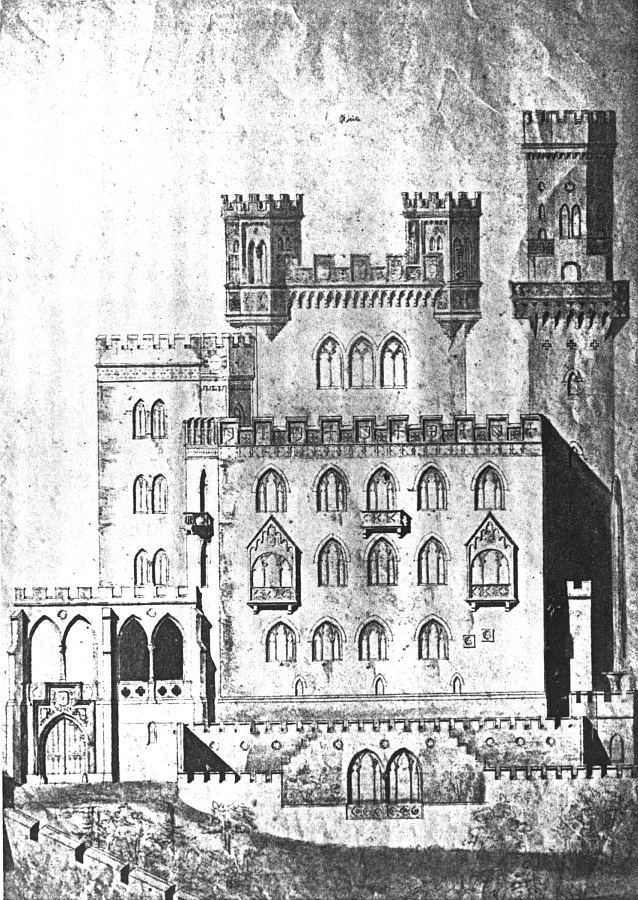
Zamek Hambach – August von Voit – projekt rekonstrukcji ok. 1844

W dniach 27 do 30 maja 1832 na zamku Hambach z udziałem ok. 30 000 obywateli odbyła się demonstracja – Hambacher Fest na rzecz zjednoczonych i wolnych Niemiec oraz na znak solidarności z polskimi emigrantami po upadku powstania listopadowego.
1842 ruiny zamku przechodzą na własność przyszłego króla Maksymiliana II i od tego czasu nazywany jest przez okoliczną ludność Maxburg. W 1844 rozpoczęto odbudowę zamku według planów Augusta von Voita, którą przerwał wybuch Wiosny Ludów w 1848. Przez ponad 100 lat zamek pozostał w stanie ruiny.

## Zobacz
- Osobny artykuł: Hambacher Fest.

## Prace renowacyjne w XX wieku
Na okoliczność 150-lecia demonstracji z 1832 w latach 1980–1982 za sumę 12 milionów marek zamek został prawie całkowicie odrestaurowany. W 2002 została powołana fundacja Stiftung Hambacher Schloss, której sponsorem jest kraj związkowy Nadrenia-Palatynat ze wsparciem finansowym rządu federalnego. W zamku mają miejsce stałe wystawy. Ostatnia od października 2008 pod tytułem: Hinauf, hinauf zum Schloss (W górę, w górę do zamku). Dalsze prace renowacyjne (2006–2007) polegały na poprawie dostępu dla niepełnosprawnych, między innymi przez instalację windy, i wiązały się z zamknięciem zamku dla odwiedzających. Na 175. jubileusz na okres pół roku zamek udostępniono zwiedzającym z otwarciem wystawy na temat dalszych prac rekonstrukcyjnych w kontekście historycznego rozwoju zamku. W drugiej fazie prac renowacyjnych od listopada 2007 do listopada 2008 zamek został zamknięty dla turystów i w tym czasie usunięto położony w 1980 duży drewniany dach. Następnie rozbudowano założenie zamkowe przez zbudowanie restauracji na 100 miejsc. Projekt przebudowy i dopasowanego poszerzenia pasującego do otoczenia szwajcarskiego architekta – Maxa Dudlera – został nagrodzony w 2012 przez Niemieckie Muzeum Architektury.

## Znaczenie
„Maxburg” ma szczególne znaczenie dla studentów jako pomnik narodowy oraz symbol wolności i braterstwa. Ma między nimi charakter kodu przynależności. Zamek jest jedną ze stacji tzw. Drogi demokracji, która prowadzi z Frankfurtu n. Menem do Lörrach.
Akcja pomocy Polakom w krajach niemieckich po upadku Powstania Listopadowego była dziełem pozaparlamentarnej opozycji politycznej, domagającej się praw konstytucyjnych, wolności prasy i zgromadzeń, zjednoczenia kraju, które były hasłami demonstrantów Hambacher Fest.  Powtórnie ruch wspierania polskich przemian w trudnym okresie powstawania „Solidarności” zrodził się w powojennych, demokratycznych Niemczech w latach 1980/81.
W 2001 Hambach stał się miejscem obrad szczytu Trójkąta Weimarskiego, a od 2007 regularnie odbywają się tam spotkania młodzieży z Niemiec, Polski i Francji.
W 2015 zamek został zaliczony przez Komisję Europejską do Europejskiego Dziedzictwa Kulturowego i odznaczony Znakiem Dziedzictwa Europejskiego.
Obok góry zamkowej przebiega północna odnoga trasy pielgrzymiej św. Jakuba, która oznaczona jest symbolem muszli św. Jakuba.

## Galeria

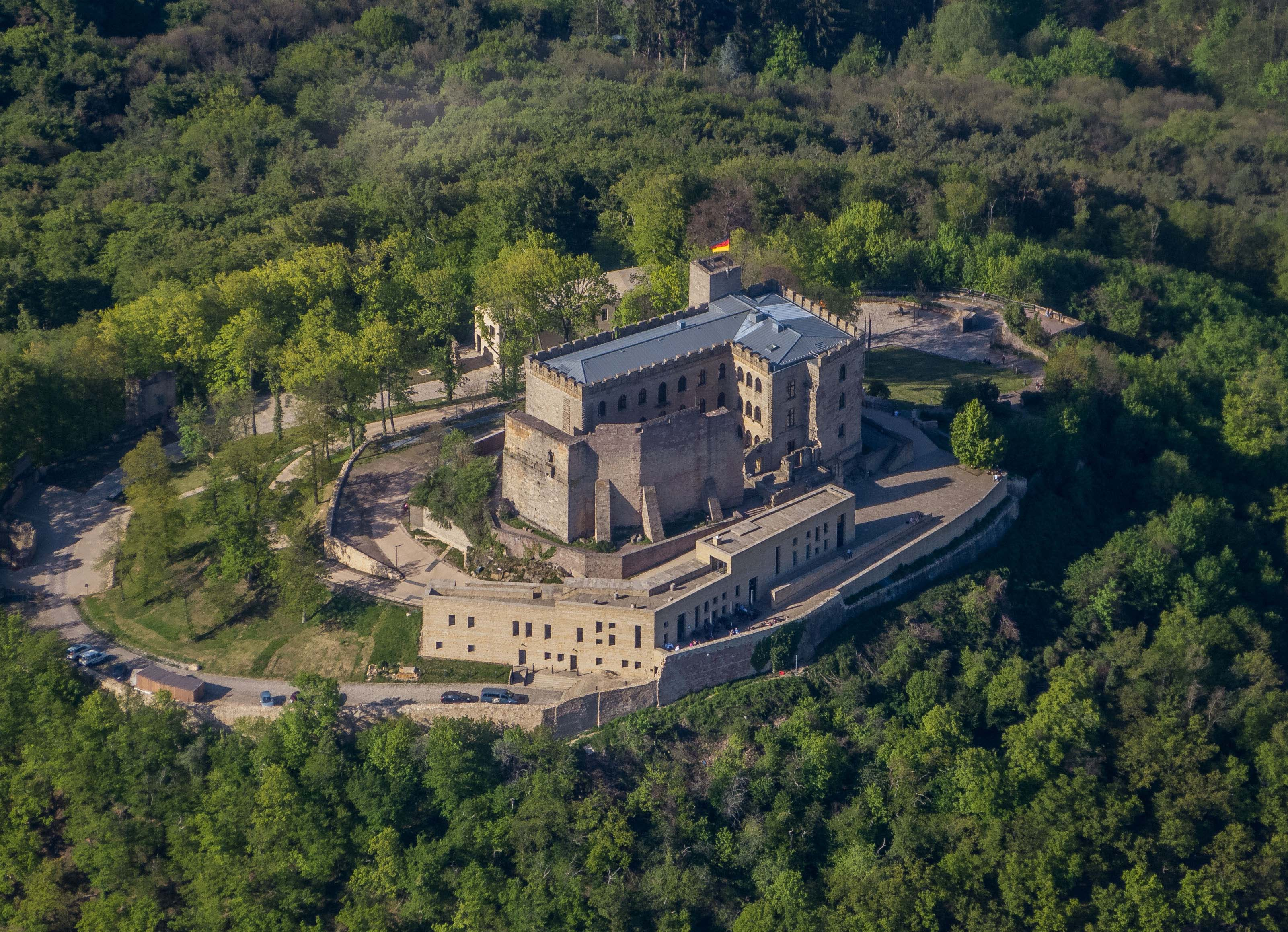
Zamek, zdjęcie lotnicze od południa
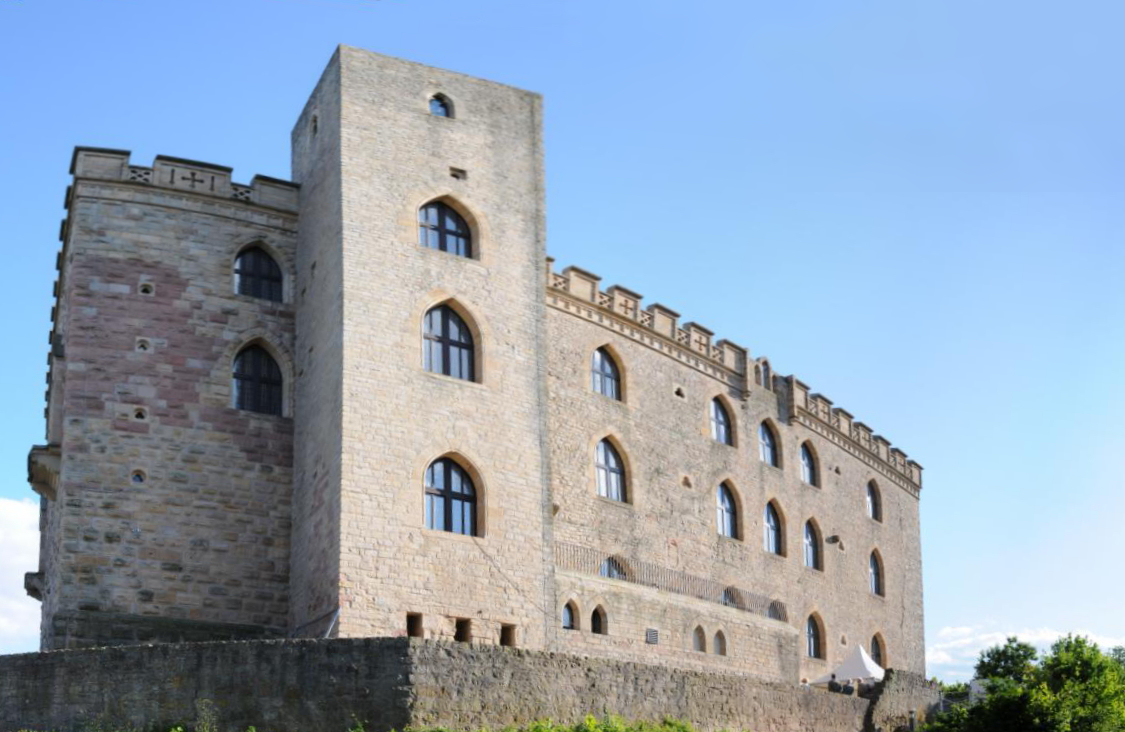
Zamek od północy
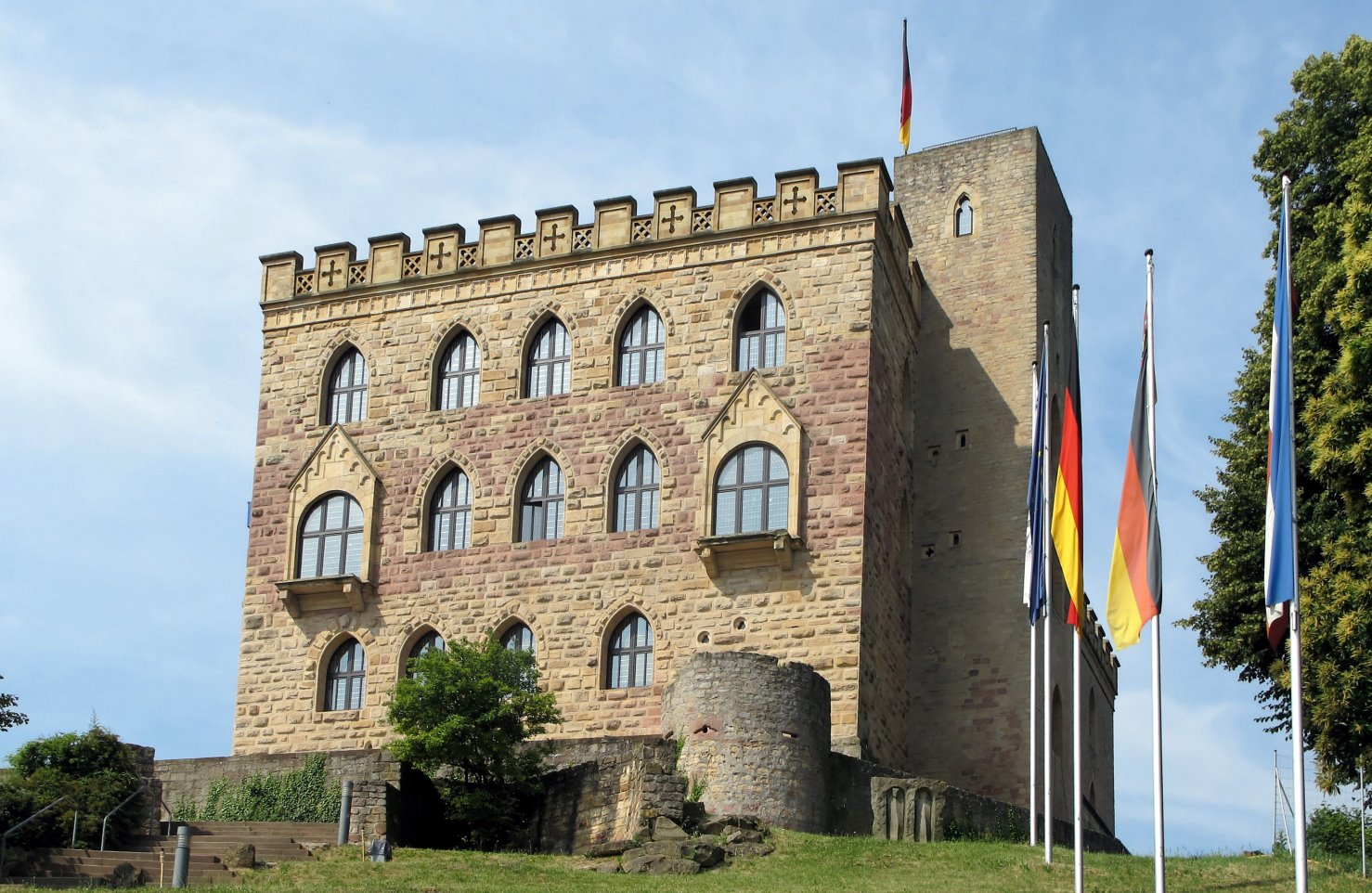
Zamek od wschodu
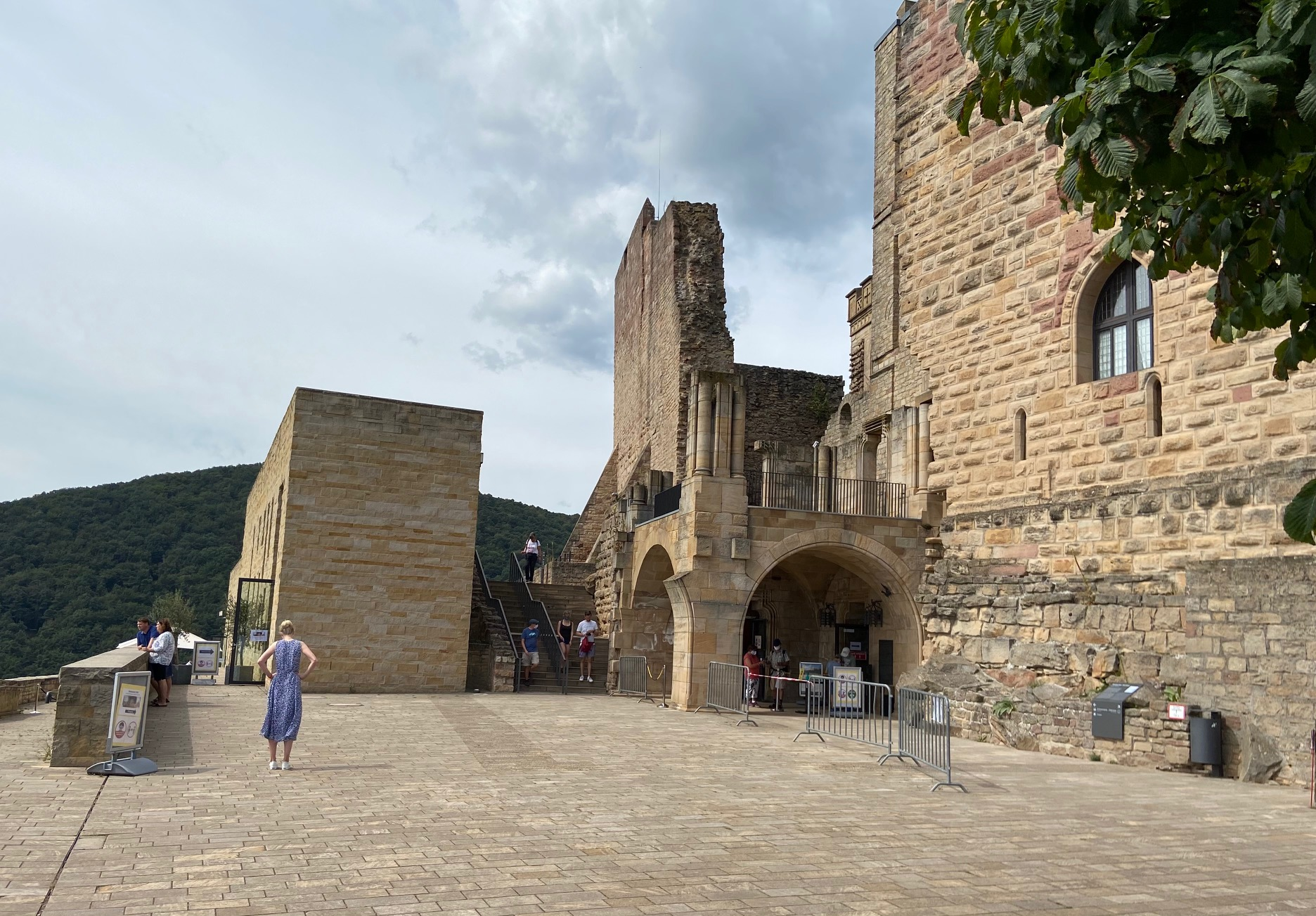
Zamek od południowo-wschodniej strony z budynkiem restauracji po lewej
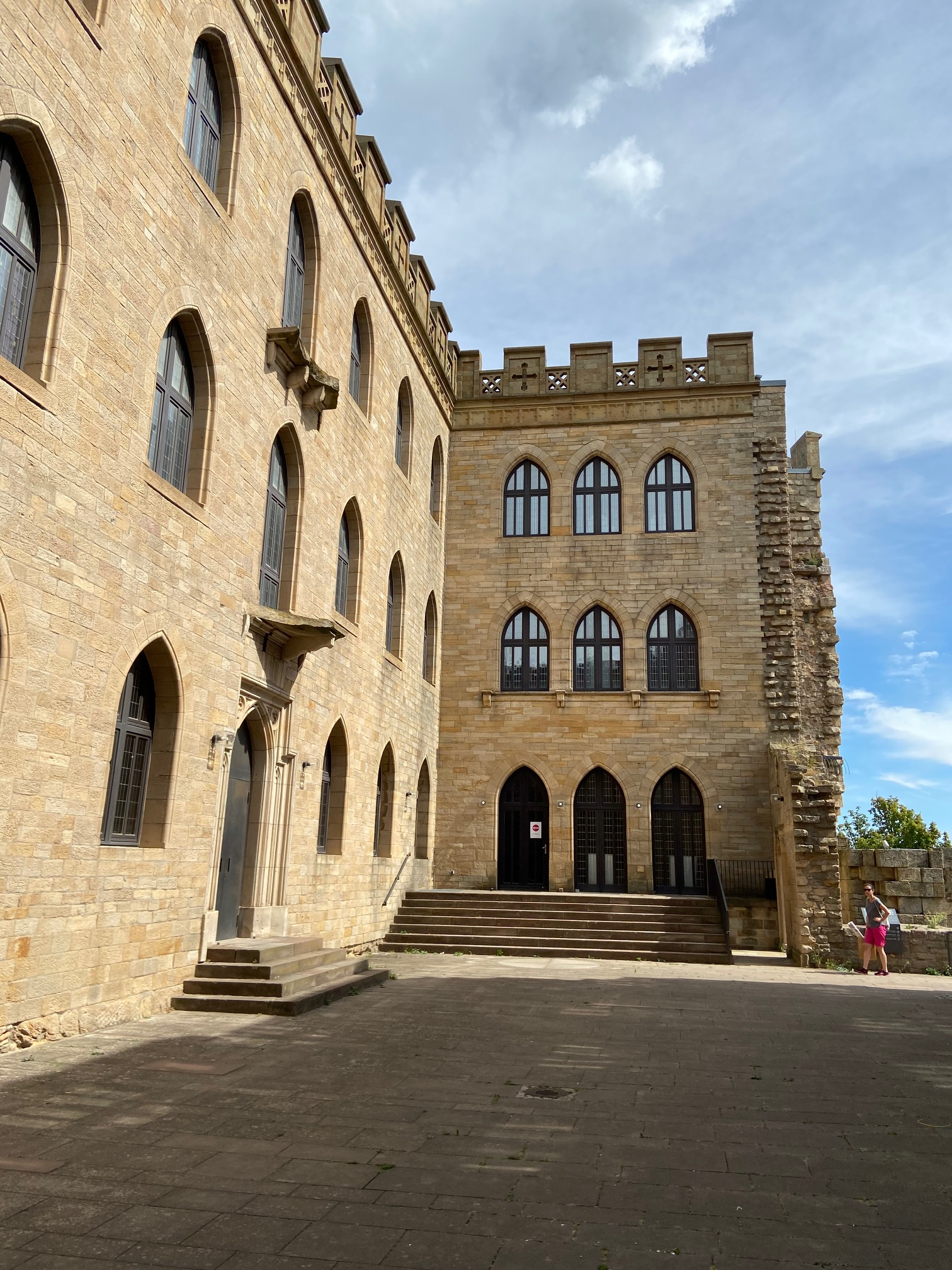
Zamek od strony południowo-zachodniej
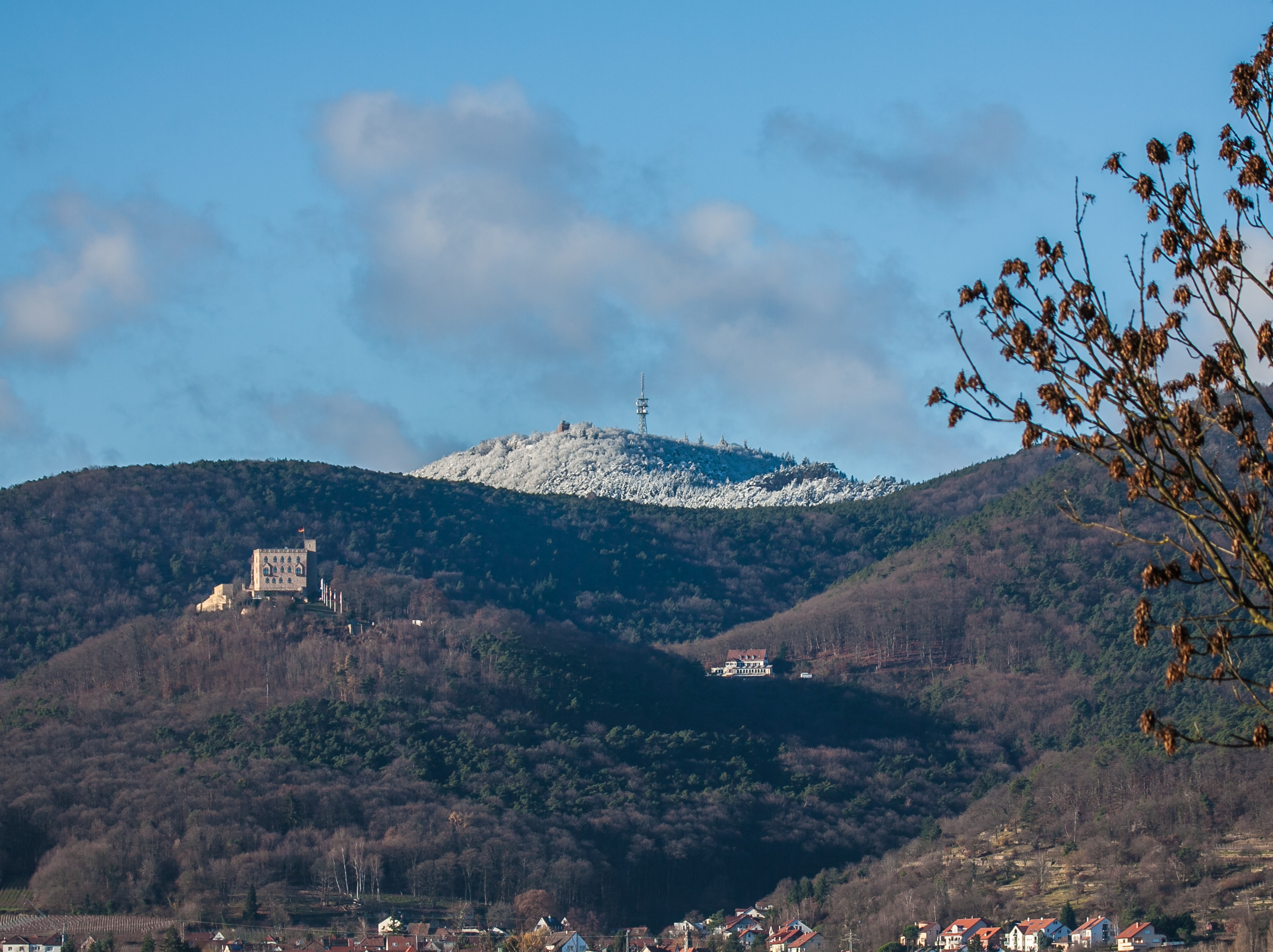
Zamek z Burgschänke Rittersberg und Kalmit
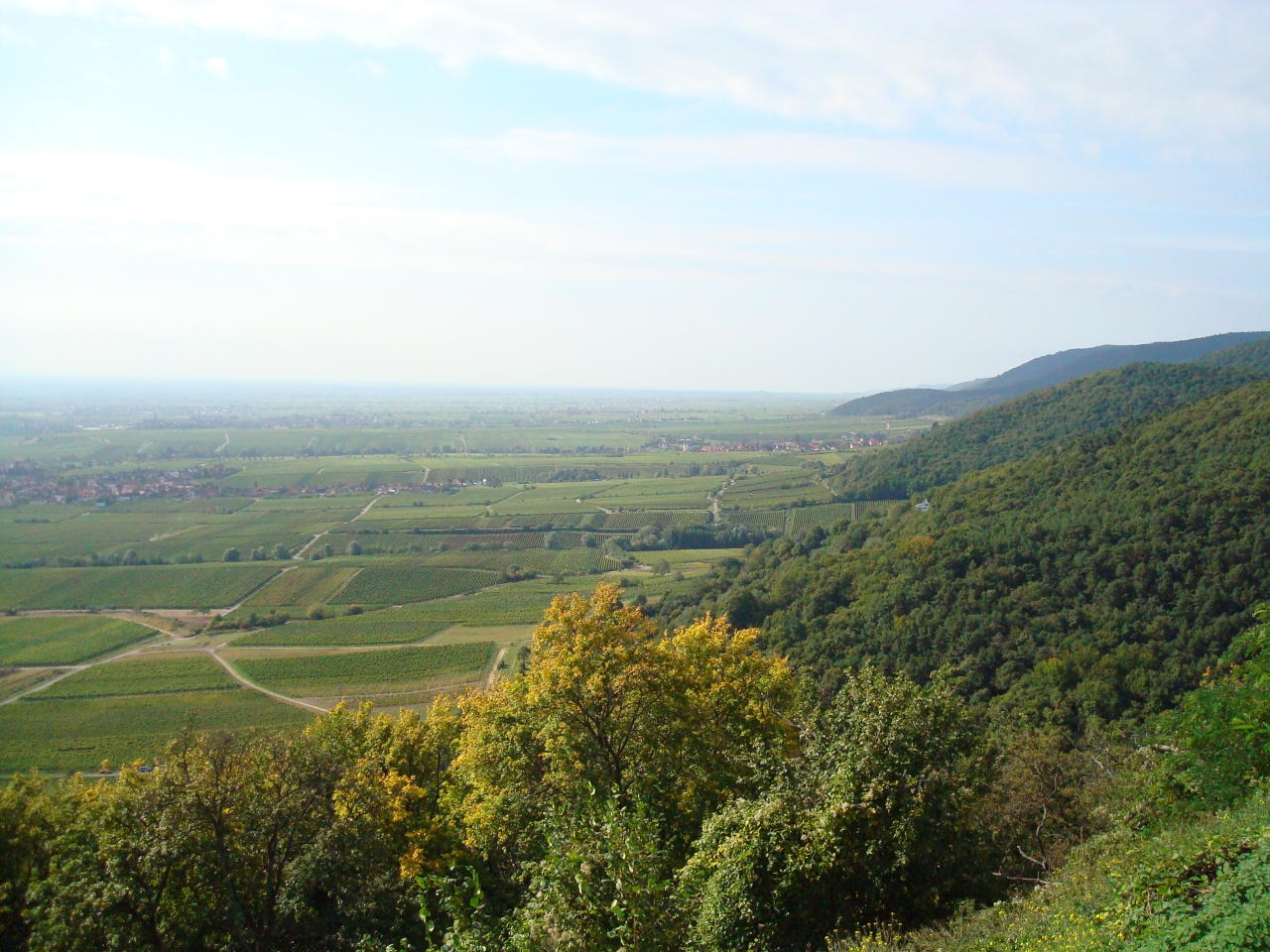
Widok z zamku na południe przez dolinę Renu
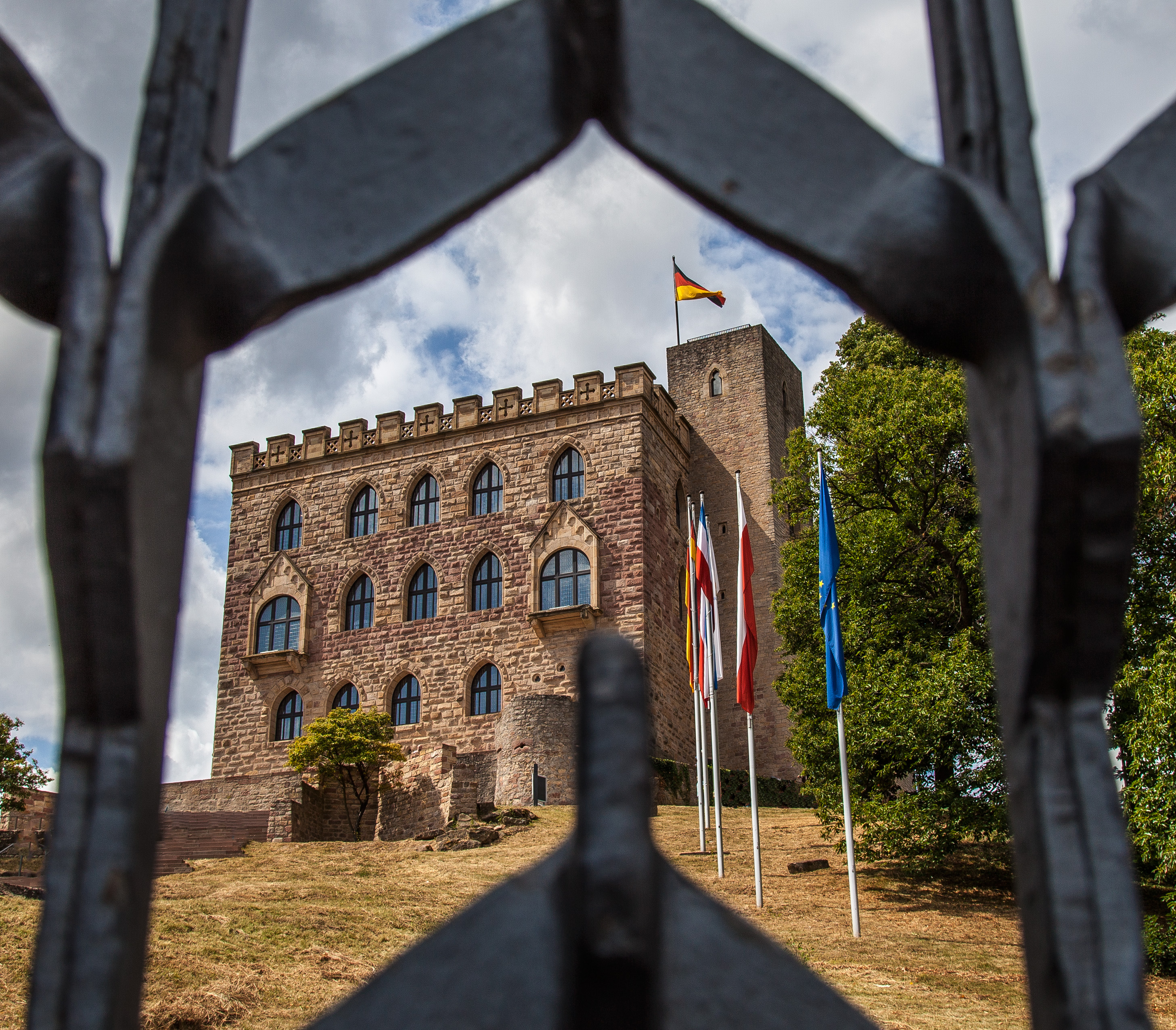
Zamek od strony wschodniej - ujęcie przez bramę główną